# Ctenocella rigida
Ctenocella rigida är en korallart som först beskrevs av Toeplitz 1910.  Ctenocella rigida ingår i släktet Ctenocella och familjen Ellisellidae. Inga underarter finns listade i Catalogue of Life.